# Діана Брунель
Діана Брунель (фр. Diana Brunel; нар. 7 грудня 1981) — колишня французька тенісистка.
Найвищу одиночну позицію світового рейтингу — 392 місце досягла 10 липня 2006, парну — 285 місце — 21 травня 2001 року.
Здобула 4 одиночні та 4 парні титули.

## Фінали ITF
| Легенда         |
| --------------- |
| турніри $25,000 |
| турніри $10,000 |

### Одиночний розряд: 7 (4–3)
| Результат | Ранг | Дата            | Турнір                      | Покриття | Суперниця           | Рахунок       |
| --------- | ---- | --------------- | --------------------------- | -------- | ------------------- | ------------- |
| Поразка   | 1.   | 25 червня 2000  | Монтемор-у-Нову, Португалія | Ґрунт    | Едіт Нун            | 4–6, 4–6      |
| Перемога  | 1.   | 2 липня 2000    | Елваш, Португалія           | Тверде   | Ельза Морель        | 6–4, 6–3      |
| Поразка   | 2.   | 13 серпня 2001  | Аоста, Італія               | Ґрунт    | Наташа Рандріантефі | 1–6, ret.     |
| Поразка   | 3.   | 4 липня 2005    | Ле-Туке-Парі-Плаж, Франція  | Ґрунт    | Каріна Якобсґор     | 0–6, 0–6      |
| Перемога  | 2.   | 28 серпня 2005  | Вестенде, Бельгія           | Тверде   | Клер де Губернатіс  | 6–4, 3–6, 6–1 |
| Перемога  | 3.   | 5 березня 2006  | Раанана, Ізраїль            | Тверде   | Вероніка Раймрова   | 6–4, 6–2      |
| Перемога  | 4.   | 12 березня 2006 | Хайфа, Ізраїль              | Тверде   | Лінда Смоленакова   | 6–3, 6–3      |

### Парний розряд: 6 (4–2)
| Результат | Ранг | Дата              | Турнір                      | Покриття | Партнерка    | Суперниці                                     | Рахунок            |
| --------- | ---- | ----------------- | --------------------------- | -------- | ------------ | --------------------------------------------- | ------------------ |
| Перемога  | 1.   | 2 липня 2000      | Елваш, Португалія           | Тверде   | Едіт Нун     | Фредеріка Пієдаде Карлота Сантуш              | 7–5, 6–2           |
| Перемога  | 2.   | 7 серпня 2000     | Періге, Франція             | Ґрунт    | Едіт Нун     | Віржині Піше Клое Карлотті                    | 6–3, 6–4           |
| Поразка   | 1.   | 6 листопада 2000  | Вільнав-д'Орнон, Франція    | Ґрунт    | Едіт Нун     | Кароліне Мас Шеллі Стефенс                    | 1–4, 4–1, 2–4      |
| Перемога  | 3.   | 20 листопада 2000 | Довіль (Кальвадос), Франція | Килим    | Едіт Нун     | Биляна Павлова-Димитрова Магдалена Зденовкова | 4–3, 0–4, 4–2, 4–0 |
| Перемога  | 4.   | 30 вересня 2001   | Льєйда, Іспанія             | Ґрунт    | Едіт Нун     | Зузанне Філіпп Ніна Еґґер                     | 6–3, 6–2           |
| Поразка   | 2.   | 1 травня 2006     | Катанія, Італія             | Ґрунт    | Віржині Піше | Франческа Любіані Валентіна Сассі             | w/o                |